# Мар'янівка (селище, Звягельський район)
Мар'янівка — селище в Україні, в Довбиській селищній територіальній громаді Звягельського району Житомирської області.

## Географія
У селищі бере початок річка Брещівка, права притока Нивни.

## Історія
Мар'янівка — одне із найдавніших і найпомітніших селищ Баранівського району. Відоме з кінця XVI ст. Завдяки достатній кількості поташу та скляних пісків в 1700 році власниками села, панами Ілінськими, була побудована скляна гута. А оскільки господарем цього всього була панянка Мар'яна, гуту повсюди називали «мар'яниною», «мар'янівською». Ім'я Мар'яни залишилося назавжди з місцевими жителями. І коли вже склогуту та прилеглу до неї територію було продано поміщику Савіцькому, поселення все одно називали Мар'яниним.
У жовтні 1935 року із села Мар'янівка до Харківської області, на основі компрометувальних матеріалів НКВС, ешелоном було виселено 16 польських родин (91 особа). Серед виселених 25 осіб чоловічої статі, 28 жіночої, 38 дітей. Натомість на місце вибулих радянською владою переселялися колгоспники-ударники з Київської і Чернігівської областей.
26 січня 2024 року, відповідно до Закону України «Про порядок вирішення окремих питань адміністративно-територіального устрою України» від 28 липня 2023 року, віднесене до категорії селищ.

## Населення

### Мова
Розподіл населення за рідною мовою за даними перепису 2001 року:
| Мова       | Кількість | Відсоток |
| ---------- | --------- | -------- |
| українська | 1486      | 99.13%   |
| російська  | 12        | 0.80%    |
| білоруська | 1         | 0.07%    |
| Усього     | 1499      | 100%     |

## Культура
У селищі діє будинок культури.
Із релігійних будівель у Мар'янівці є православна церква та римо-католицький костел.
В жовтні 2019 року відкрили парк «Мар'яночка» зі зменшеними копіями світових пам'яток.

## Промисловість
- Мар'янівський склозавод, ВАТ

## Освіта
- Загальноосвітня школа І-ІІІ ступенів
- Дошкільний навчальний заклад при ЗОШ

## Поліцейська станція
У приміщенні селищного будинку культури обладнані 2 кабінети для роботи дільничного та ювенального інспекторів.
Начальник поліції області Юрій Олійник, звертаючись до місцевих правоохоронців, наголосив на суворому дотриманні службової дисципліни і законності у повсякденній діяльності

## Постаті
- Добровольський Іван Андрійович (1916—1996) — український учений, доктор біологічних наук, професор.